# دیکرائوسور
دیکرائوسور (نام علمی: Dicraeosaurus) نام یک سرده از تیره دوشاخ‌خزندگان است.